# Wilhelm Bachmann (Politiker, 1895)
Wilhelm Bachmann (* 19. Oktober 1895 in Westheim; † 3. Juli 1969 in Röckingen) war ein deutscher Politiker (CSU) und von 1950 bis 1966 Mitglied des Bayerischen Landtags.
Bachmann besuchte die Volks- und Fortbildungsschule sowie die Landwirtschaftsschule in Altdorf. Spätere folgte seine praktische Berufsausbildung im landwirtschaftlichen Anwesen seiner Eltern sowie an zwei Guts- und Molkereibetrieben in Hessen. Sowohl im ersten als auch im Zweiten Weltkrieg wurde er im Militär- und Kriegsdienst in Russland eingesetzt und dabei verwundet. Zwischen den Kriegen und nach dem Zweiten Weltkrieg war Bachmann als Landwirt tätig, von 1923 an übte er diesen Beruf in Röckingen am Hesselberg im damaligen Landkreis Dinkelsbühl aus. Er hatte dabei noch einige wichtige Posten im landwirtschaftlichen Bereich inne, unter anderem auch in der Raiffeisen- und Molkereigenossenschaft und in der mittelfränkischen Kreisbauernkammer. 1945 wurde er Bürgermeister der Gemeinde Röckingen, später saß er im Dinkelsbühler Kreistag und im Vorstand des Bayerischen Landkreisverbandes. Von 1950 bis 1966 gehörte er dem Bayerischen Landtag als direkt gewählter Abgeordneter im Stimmkreis Dinkelsbühl und Feuchtwangen an.
Der Bayerische Verdienstorden wurde ihm am 9. Mai 1961 verliehen.